# Schönefeld
|  | For lufthavnen, se Flughafen Berlin-Schönefeld. |
Schönefeld er en forstad til Tysklands hovedstad, Berlin, beliggende i Landkreis Dahme-Spreewald i delstaten Brandenburg, som før 3. oktober, 1990 lå i DDR. Schönefeld grænser op til Berlins sydlige bydel, Treptow-Köpenick. Byen har 12.354 indbyggere (2006).
Byen er mest kendt for at huse Berlins største lufthavn, Flughafen Berlin-Schönefeld, i dag Berlin Brandenburg lufthavn.